# 狭叶白前
狭叶白前（学名：Cynanchum stenophyllum）为夹竹桃科鹅绒藤属的植物。分布在中国大陆的湖北、贵州等地，目前尚未由人工引种栽培。